# Ronde van Azerbeidzjan
De Ronde van Azerbeidzjan was een meerdaagse wielerwedstrijd, verreden in Azerbeidzjan, voor het eerst gehouden in 2012 onder de naam Heydar Aliyev Anniversary Tour. De wedstrijd maakte deel uit van de UCI Europe Tour. De laatste winnaar van de Ronde, Kirill Pozdnjakov werd betrapt op doping, waarna zijn overwinning hem werd afgenomen.

## Lijst van winnaars

### Overwinningen per land
| Overwinningen | Land                                              |
| ------------- | ------------------------------------------------- |
| 1             | Algerije, Oekraïne, Oostenrijk, Rusland, Slovenië |